# 마리오 만주키치
마리오 만주키치(크로아티아어: Mario Mandžukić, 크로아티아어 발음: [mâːrio mǎndʒukitɕ]; 1986년 5월 21일 ~ )는 크로아티아의 은퇴한 축구 선수로, 포지션은 스트라이커였다.

## 클럽 경력
만주키치는 독일 슈투트가르트 근교의 TSF 디칭겐, 크로아티아의 NK 마르소니아, NK 젤레즈니차르 슬라본스키브로드 유스를 거쳐, 2004년 NK 마르소니아에서 프로 선수 생활을 시작하였다. 2005년 여름 NK 자그레브로 이적했으며, 2007년에는 크로아티아의 NK 디나모 자그레브에서 잉글랜드 프리미어리그로 이적한 스트라이커 에두아르두 다 시우바의 대체자로 영입되었다.
디나모 자그레브에서의 첫 시즌에 29경기 출장, 12골 11도움, 8개의 옐로 카드를 기록하였다. 2008-09 시즌, 만주키치는 28경기에서 16골을 넣으며, 프르바 HNL의 시즌 최다 득점자에 올랐다. 2010년 7월, 독일 분데스리가의 VfL 볼프스부르크로 이적하였고, 2012년 새 시즌을 앞두고 바이에른 뮌헨으로 이적한다.
그가 뮌헨으로 이적한 직후에, 전 시즌까지 뮌헨의 주축 공격수였던 마리오 고메즈가 부상으로 장기간 결장하게 되자, 그 공백을 훌륭히 메꾸는 동시에 전술적으로 매우 좋은 활약을 펼치면서 단숨에 주전 자리를 꿰찼고, 이로 인하여 고메즈가 부상에서 회복한 이후에도 계속해서 중용되었다.
정규리그 경기에서 24경기에서 15골을 기록해 득점 랭킹 4위에 올랐고, 시즌 내 모든 대회를 통틀어서는 40경기에 출장하여 22골을 득점하였으며, 또한, 2013 UEFA 챔피언스리그 결승전에도 선발 출전하여 선제골을 기록하는 등 바이에른 뮌헨의 독일 클럽 역사상 최초의 트레블 달성에 큰 기여를 하였다.
2014-15시즌을 앞두고 라리가의 아틀레티코 마드리드에 입단했다. 2014년 8월 19일 열린 레알 마드리드와의 수페르코파 데 에스파냐 1차전 경기에서 AT 마드리드 입단 후 첫 경기를 치렀다. 이어 열린 2차전 경기에서 AT 입단 이후 첫 골을 터뜨렸다.
2015-16시즌을 앞두고 세리에 A의 유벤투스로 이적했다.
2020년 1월, 카타르 스타스 리그의 알두하일 SC에 입단했다. 2020년 1월 4일 열린 카타르 SC와의 경기에서 카타르 무대 데뷔전을 치렀다. 1월 10일 열린 알사일리야 SC와의 컵대회 경기에서 카타르 무대 데뷔골을 기록했다. 2월 11일 열린 페르세폴리스 FC와의 경기에서 AFC 챔피언스리그 데뷔전을 치렀으며 이 경기에서 1골을 터뜨렸다.

## 국가대표 경력
2007년 마케도니아와의 경기에서 데뷔했으며, 2008년 잉글랜드전에서 대표팀 첫 골을 넣었다. 그리고 유로 2012에서는 아일랜드와의 첫 경기에서 2골을 득점하고 그 경기의 공식 최우수 선수에 선정됐었다. 그러나 이탈리아와의 2차전에서 동점골을 넣고 1대 1 무승부를 이끌면서 8강 진출을 눈앞에 뒀지만, 스페인과의 최종전에서 1대 0으로 패하면서 조별리그에서 탈락했다.
2014년 FIFA 월드컵에서는 1차전 브라질전 경고누적으로 출전이 금지되었다. 팀은 3대1 역전패를 당했다. 카메룬과 조별리그 2차전에 2골을 넣어 4대0 완승을 거두는데 일조한다. 하지만, 멕시코와 마지막 3차전에서는 3대1 참패를 당해 1승2패로 조별리그에 탈락했다.
2018년 FIFA 월드컵에서는 팀이 결승까지 올라가는 데 큰 기여를 했으나, 프랑스와의 결승전에서는 FIFA 월드컵 최초의 결승전 자책골을 기록하였고, 팀은 2-4로 참패하여 준우승에 만족해야 했다.

## 출전 통계
| 클럽            | 시즌        | 출전 | 득점 |
| --------------- | ----------- | ---- | ---- |
| 마르소니아      | 2004-05     | 23   | 14   |
| NK 자그레브     | 2005-06     | 28   | 3    |
| NK 자그레브     | 2006-07     | 27   | 14   |
| NK 자그레브     | 2007-08     | 2    | 0    |
| 디나모 자그레브 | 2007-08     | 47   | 20   |
| 디나모 자그레브 | 2008-09     | 43   | 24   |
| 디나모 자그레브 | 2009-10     | 37   | 17   |
| 디나모 자그레브 | 2010-11     | 1    | 2    |
| 볼프스부르크    | 2010-11     | 27   | 8    |
| 볼프스부르크    | 2011-12     | 33   | 12   |
| 바이에른 뮌헨   | 2012-13     | 40   | 22   |
| 바이에른 뮌헨   | 2013-14     | 48   | 26   |
| AT 마드리드     | 2014-15     | 43   | 20   |
| 유벤투스        | 2015-16     | 36   | 13   |
| 유벤투스        | 2016-17     | 50   | 11   |
| 유벤투스        | 2017-18     | 43   | 10   |
| 유벤투스        | 2018-19     | 33   | 10   |
| 알두하일        | 2019-20     | 10   | 2    |
| 밀란            | 2020-21     | 11   | 0    |
| 커리어 합계     | 커리어 합계 | 582  | 228  |

## 수상

#### GNK 디나모 자그레브
- 크로아티아 1부 리그: 2007-08, 2008-09, 2009-10
- 크로아티아 컵: 2007-08, 2008-09

#### FC 바이에른 뮌헨
- 분데스리가: 2012-13, 2013-14
- DFB-포칼: 2012-13, 2013-14
- DFL-슈퍼컵: 2012
- UEFA 챔피언스리그: 2012-13
- UEFA 슈퍼컵: 2013
- FIFA 클럽 월드컵: 2013

#### 아틀레티코 마드리드
- 수페르코파 데 에스파냐 : 2014

#### 유벤투스 FC
- 세리에 A : 2015–16, 2016–17, 2017–18, 2018–19
- 코파 이탈리아 : 2015–16, 2016–17, 2017–18
- 수페르코파 이탈리아나 : 2015
- UEFA 챔피언스리그 준우승 : 2016-17

#### 알두하일 SC
- 카타르 스타스 리그 : 2019-20

#### 크로아티아
- FIFA 월드컵: 준우승 (2018)[1]

### 개인
- VDV 올해의 팀 : 2012-13, 2013-14
- 크로아티아 1부 득점왕 : 2008-09
- 크로아티아 1부 올해의 선수: 2009
- 크로아티아 올해의 축구 선수: 2012, 2013
- 크로아티아 올해의 남자 운동 선수: 2013
- UEFA 올해의 골 : 2016-17
- Vatrena krila : 2012
- UEFA 유로 2012 맨 오브 더 매치: vs. 아일랜드 (조별리그)
- 2014년 FIFA 월드컵 맨 오브 더 매치: vs. 카메룬 (조별리그)
- 브라니미르 공작 훈장 : 2018[2]